# U 59 (U-Boot, 1916)
U 59 war ein diesel-elektrisches U-Boot der deutschen Kaiserlichen Marine, das im Ersten Weltkrieg zum Einsatz kam.

## Einsätze
U 59 lief am 20. Juni 1916 bei der AG Weser in Bremen vom Stapel und wurde am 7. September 1916 in Dienst gestellt. Der erste und einzige Kommandant des U-Bootes war Freiherr Wilhelm von Fircks.
U 59 führte während des Ersten Weltkriegs vier Feindfahrten in der Nordsee beziehungsweise im östlichen Nordatlantik durch. Dabei wurden insgesamt 13 Handelsschiffe der Entente und neutralen Staaten mit einer Gesamttonnage von 18.763 BRT versenkt, darunter das ehemals deutsche Vollschiff Najade. Das größte von U 59 versenkte Schiff war das britische Passagierschiff Canadian (9.309 BRT). Die Canadian wurde am 5. April 1917 auf dem Weg von Boston nach Liverpool  etwa 47 Meilen nordwestlich von Fastnet (Irland) angegriffen. Dabei gab es ein Todesopfer.

## Verbleib
U 59 wurde am Abend des 14. Mai 1917 von drei Sperrbrechern in die Nordsee eskortiert. Bei stürmischem Wetter geriet das U-Boot jedoch weiter nach Norden als beabsichtigt. Dadurch fuhr es in ein frisch gelegtes deutsches Minenfeld westlich des Horns Rev. U 59 kollidierte mit einer der Minen und sank infolge der Explosion. Anfangs sah es so aus, als könnte ein Großteil der U-Boot-Besatzung gerettet werden. Doch die Begleitschiffe gerieten in der Dunkelheit ebenfalls in das Minenfeld. Schließlich überlebten nur vier Mann der zum Untergangszeitpunkt 37-köpfigen Besatzung. Als ungefähre Untergangsstelle wird folgende Position angegeben: 55° 33′ N, 7° 13′ O.
Das Wrack von U 59 wurde im Jahr 2002 von einer dänischen Tauchexpedition entdeckt. Das U-Boot befindet sich in einer Wassertiefe von 33 Metern und ist in zwei Teile zerbrochen. Das 10,5-cm-Deckgeschütz wurde geborgen und ist heute im „Strandingmuseum St. George“ in Thorsminde ausgestellt.